# Thổ Ly
Thổ Ly (tiếng Trung: 土狸) là một phiên thuộc của nhà Châu.

## Lịch sử
Một số sách thời tiền Tấn như Hán thư gọi Thổ Ly là nước (國), nhưng một luận án khoa học năm 1982 của chuyên ban Cổ đại trực thuộc Đại học Thành Đô do giáo sư Từ Thuận chủ xướng lại khẳng định rằng, Thổ Ly thực chất là tên gọi chung những nhóm du mục sống lẩn khuất ở trung lưu Hoàng Hà suốt giai đoạn Tây Châu. Một văn bản thẻ tre có niên đại Đông Hán được tìm thấy tại Tử Châu (thuộc Du Lâm, Thiểm Tây) năm 1938 cho biết, vua Khải nhà Hạ ban thực ấp cho hậu duệ Đồ Sơn thị (tức là họ ngoại của ông) là Bình (偋) một dải đất ven Hoàng Hà để ngày đêm lo trị thủy, sau dần thành người Thổ Ly; nhưng có lẽ chỉ là huyền sử được dàn dựng của người Hán. Cũng theo ban nghiên cứu Từ Thuận, Thổ Ly nên được xếp vào nhóm Đê, tuy nhiên điều này đến nay còn gây tranh cãi.
Tục tư trị thông giám và một số biên niên sử Minh Thanh làm sáng tỏ được khoảng 12-13 lãnh tụ Thổ Ly, trong đó có 4 vị đầy đủ danh tính. Gồm: Vu (于), Ô Đạc Thúc (烏踱倏), Luân Hoàn (伦丸), Điền Truy (填淄).
Sử ký và Thông giám cũng cho biết, người Thổ Ly truyền đến đời vua thứ 18 thì bị người Nhung đuổi đánh nên phải chạy đến ở đất Tần, đó là khoảng cuối thời Xuân Thu. Sự kiện này được gọi là Thổ Ly nhập Tần (土狸入秦).